# Municipio de Farmington (Minnesota)
El municipio de Farmington (en inglés: Farmington Township) es un municipio ubicado en el condado de Olmsted en el estado estadounidense de Minnesota. En el año 2010 tenía una población de 444 habitantes y una densidad poblacional de 4,8 personas por km².

## Geografía
El municipio de Farmington se encuentra ubicado en las coordenadas 44°9′5″N 92°22′45″O / 44.15139, -92.37917. Según la Oficina del Censo de los Estados Unidos, el municipio tiene una superficie total de 92.49 km², de la cual 92,49 km² corresponden a tierra firme y (0 %) 0 km² es agua.

## Demografía
Según el censo de 2010, había 444 personas residiendo en el municipio de Farmington. La densidad de población era de 4,8 hab./km². De los 444 habitantes, el municipio de Farmington estaba compuesto por el 99,32 % blancos, el 0,23 % eran asiáticos y el 0,45 % eran de una mezcla de razas. Del total de la población el 0,23 % eran hispanos o latinos de cualquier raza.